# Iberdrola Renovables
Iberdrola Renovables est le premier producteur mondial d'énergie éolienne. C'est une entreprise espagnole spécialisée dans la génération, distribution et commercialisation d'électricité et de gaz naturel. 
La société Iberdrola Renovables est contrôlée  par sa société mère : Iberdrola

## Métiers
En 2005, Un des principaux producteurs mondiaux d'énergies renouvelables. 

## Données boursières
- Actionnaires principaux :

(2005) : Flottant 20 %, Iberdrola 80 %